# Escosse
Escosse (okzitanisch Escòça) ist eine französische Gemeinde mit 362 Einwohnern (Stand 1. Januar 2022) im Département Ariège in der Region Okzitanien. Sie gehört zum Arrondissement Pamiers und zum Kanton Pamiers-1.
Nachbargemeinden sind Lescousse und Unzent im Nordwesten, Saint-Amans im Norden, Bézac im Nordosten, Pamiers im Osten, Madière im Süden und Saint-Michel im Westen. Das Gemeindegebiet wird vom Flüsschen Estrique durchquert.

## Weblinks

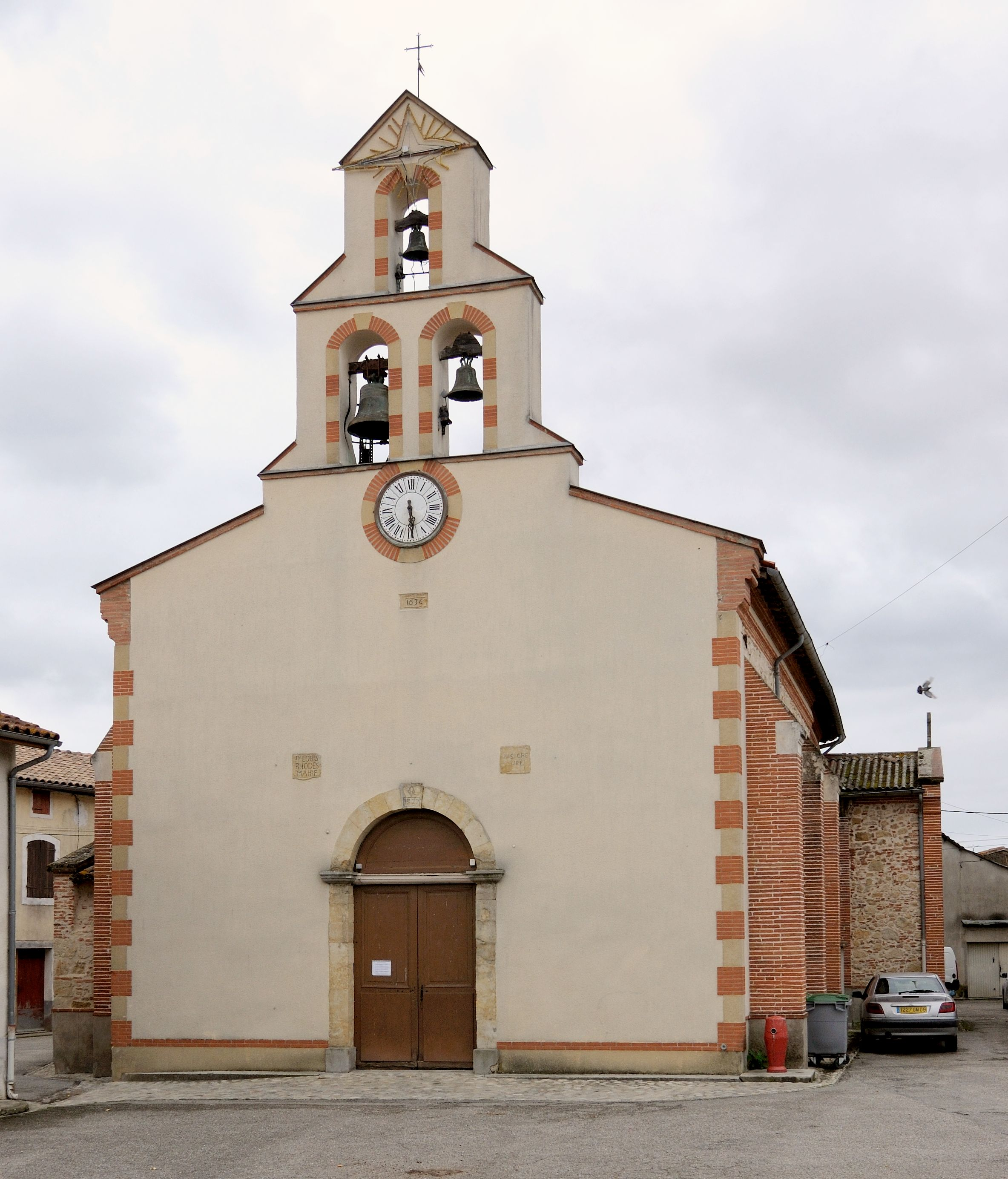
Kirche von Escosse

## Bevölkerungsentwicklung
| Jahr                       | 1962 | 1968 | 1975 | 1982 | 1990 | 1999 | 2008 | 2016 |
| -------------------------- | ---- | ---- | ---- | ---- | ---- | ---- | ---- | ---- |
| Einwohner                  | 377  | 350  | 324  | 338  | 324  | 348  | 400  | 413  |
| Quellen: Cassini und INSEE |      |      |      |      |      |      |      |      |